# ميشيل رينارد
ميشيل رينارد هو سياسي فرنسي، ولد في 24 سبتمبر 1924 في Le Marigot ‏ في فرنسا، وتوفي في 1988 في فور دو فرانس في فرنسا. نشط حزبياً في التجمع من أجل الجمهورية. وقد انتخب عضو مجلس جهوي ‏ وانتخب رئيس بلدية ‏ وانتخب نائب فرنسي.